# La Consulta
La Consulta – miasto w Argentynie, w prowincji Mendoza, w departamencie San Carlos.
Według danych szacunkowych na rok 2010 miejscowość liczyła 8 241 mieszkańców.